# My greatest memories
「my greatest memories」（マイ・グレイテスト・メモリーズ）は、日本の女性歌手、上原多香子の楽曲で、3枚目のシングル。2000年4月19日にトイズファクトリーよりリリース。規格品番はTFCC-87057。

## 解説
- 前作、前々作同様河村隆一によるサウンドプロデュース。
- 表題曲は、自身の出演したポッカコーポレーション清涼飲料水「水・レモン・きれい」CMイメージソング。
- 「Meaning of born」と「Reason of born」はトラック上では分割されているが楽曲はつながっている。
- 先着購入特典としてフォトブックが配布された。

## 収録曲
- 全曲、作詞・作曲:河村隆一　編曲:土方隆行

1. my greatest memories
2. Meaning of born
3. Reason of born
4. my greatest memories(Peaceful Version)
5. my greatest memories(Instrumental)

## 収録アルバム
オリジナル
- 『first wing』（#1）

ベスト
- 『départ〜takako uehara single collection〜』（#1）